# Eugeniu Speranția
Eugeniu Speranția (n. 18 mai 1888, București, România – d. 11 ianuarie 1972) a fost un poet, estetician, eseist, sociolog și filozof român.
S-a născut la București și a fost fiul folcloristului Theodor Speranția și a soției Elena (născută Cruceanu), o rudă a poetului Mihail Cruceanu.
A urmat liceul primar și liceul în București, absolvind în 1906. În acel an, și-a făcut debutul publicat, în "Vieața Nouă" a lui Ovidiu Densușianu. Înainte de aceasta, frecventase cercul lui Alexandru Macedonski. În 1910, a absolvit facultatea de filozofie a Universității București. Doi ani mai târziu, își ia un doctorat în literatură și filozofie; teza sa s-a ocupat de apriorism pragmatic. A urmat cursuri de specialitate în Germania din 1913 până în 1914. Profesor de liceu din perioada în care era încă student, Speranția a fost expediat în noua achiziție a provinciei Transilvania, în urma Primului Război Mondial, ocupând funcția de director al învățământului superior pentru Cluj (1919-1921), profesor la academia de drept din Oradea (1929-1934) și profesor de sociologie și filozofie de drept la Universitatea Cluj (1934-1949). 
A contribuit cu poezii și articole la Flacăra, Vieața Nouă, Cele trei Crișuri, Românul literar, Revista celorlalți, Farul, Revue Roumaine, Luceafărul, Gând românesc, Gândirea, Steaua și Familia, folosind uneori pseudonime Eugenius, Genică, Corina Lazzariny, Victor Olimp, Victor Spoială, Victor Talpă și Cerchez.
Speranția a fost un participant timpuriu la mișcarea simbolistă locală, trăgând laude din partea lui Macedonski, Densusianu și Gheorghe Bogdan-Duică. Salutat, în același timp, de Constantin Rădulescu-Motru pentru contribuțiile sale la filozofie și sociologie, a fost un profesor format în spiritul școlii lui Titu Maiorescu. Cărțile sale publicate includ colecții de poezii simboliste (Zvonuri din necunoscut, 1921; Pasul umbrelor și al veciei, 1930, premiul Societății Scriitorilor din România; Sus, 1939), un roman (Casa cu nalbă, 1916), studii estetice (Frumosul ca poiă suferință, 1921; "Papillons" de Schumann, 1934, premiul Academiei Române), memorii (Figuri universitare, 1967; Amintiri din lumea literară, 1967), biografii scurte ale muzicienilor, eseuri filozofice, studii de psihologie (Psihologia gândirii, 1922) și de filozofie a dreptului (Principii fundamentale de filosofie juridică, 1936).
Membru al Societății Scriitorilor din România din 1916, precum și al asociațiilor internaționale pentru filozofii și sociologii juridici, a luat parte la numeroase congrese din străinătate. De asemenea, a întreprins o activitate culturală prodigioasă în Transilvania în primii ani de după război. Savant al mai multor discipline cu spirit enciclopedic, Speranția face parte din tradiția umanistă a României.
A ajuns la vârsta de pensionare în 1949, la începutul regimului comunist. Aceasta a avut loc după ce a suferit o serie concertată de atacuri în câțiva ani precedenți, atât de la bolșevici dedicați, cât și de la oportuniștii care au apelat la marxism peste noapte.